# Schefflera littorea
Schefflera littorea är en araliaväxtart som först beskrevs av Berthold Carl Seemann, och fick sitt nu gällande namn av David Gamman Frodin. Schefflera littorea ingår i släktet Schefflera och familjen araliaväxter. Inga underarter finns listade.